# Mercedes-Benz OM 607
| Mercedes-Benz        | Mercedes-Benz            |
| -------------------- | ------------------------ |
|                      |                          |
| OM 607               |                          |
| Hersteller:          | Renault                  |
| Produktionszeitraum: | seit 2012                |
| Bauform:             | Vierzylinder-Reihenmotor |
| Motoren:             | 1,5 Liter (1461 cm³)     |
| Vorgängermodell:     | keines                   |
| Nachfolgemodell:     | Mercedes-Benz OM 608     |
| Ähnliche Modelle:    | Renault K9K              |

Der Mercedes-Benz OM 607 ist der erste Dieselmotor, der einer Kooperation zwischen der deutschen Mercedes-Benz Group und dem französischen Automobilhersteller Renault entstammt, und wird in der A-Klasse (W 176), B-Klasse (W 246) sowie im Citan (W 415) angeboten.

## Technik
Der Vierzylinder-Reihenmotor hat eine Zylinderbohrung von 76 mm, einen Kolbenhub von 80,5 mm und 1,461 Liter Hubraum. Der Motor wird insgesamt in 3 Leistungsstufen angeboten, die zur Aufladung unterschiedliche Abgasturbolader (Citan bis 66 kW/90 PS haben keinen VTG-Lader) verwenden. Gemeinsam haben sie dagegen die Common-Rail-Direkteinspritzung mit einem Druck von 1600 bar, 2 Ventile pro Zylinder und 1 obenliegende Nockenwelle.
Für die PKW-Modelle der A- und B-Klasse wurde der Basismotor von Renault (K9K) nach Vorgaben von Mercedes-Benz überarbeitet und an die übrige Motorenpalette angepasst. Anlasser, Lichtmaschine, Klimakompressor und die Motorlager entstammen dem Mercedes-Regal. Es wird ein Zweimassenschwungrad verbaut, wodurch die Getriebe von Mercedes-Benz montiert werden können.
Als Kraftübertragung gibt es folgende Getriebevarianten:
- Fünfgang-Schaltgetriebe für Citan mit 55 kW (75 PS) oder 66 kW (90 PS)
- Sechsgang-Schaltgetriebe für Citan mit 81 kW (110 PS)
- Sechsgang-Schaltgetriebe für A- und B-Klasse
- Siebengang-Doppelkupplungsgetriebe als Option für A- und B-Klasse

## Varianten

### OM 607 DE 15 LA red.*
| Verkaufsbezeichnung                                                                           | Baureihe | Bauzeitraum       |
| --------------------------------------------------------------------------------------------- | -------- | ----------------- |
| Hubraum: 1461 cm³, Leistung: 55 kW (75 PS) bei 4000/min, Drehmoment: 180 Nm bei 1750–2500/min |          |                   |
| Citan 108 CDI                                                                                 | W 415    | 09/2012 – 11/2019 |

### OM 607 DE 15 LA*
| Verkaufsbezeichnung                                                                                | Baureihe | Bauzeitraum             | Abgasnorm                  |
| -------------------------------------------------------------------------------------------------- | -------- | ----------------------- | -------------------------- |
| Hubraum: 1461 cm³, Leistung: 66 kW (90 PS) bei 4000/min, Drehmoment: 200 Nm bei 1750–3000/min      |          |                         |                            |
| Citan 109 CDI                                                                                      | W 415    | 09/2012 – 11/2019       | Euro 5, ab 2015: Euro 6    |
| Hubraum: 1461 cm³, Leistung: 66 kW (90 PS) bei 2750–4000/min, Drehmoment: 220 Nm bei 1750–2750/min |          |                         |                            |
| A 160 CDI                                                                                          | W 176    | 09/2013 – 09/2015       | Euro 5                     |
| B 160 CDI                                                                                          | W 246    | 09/2013 – 2018          | Euro 5                     |
| Hubraum: 1461 cm³, Leistung: 66 kW (90 PS) bei 2750–4000/min, Drehmoment: 240 Nm bei 1700–2500/min |          |                         |                            |
| A 160 d                                                                                            | W 176    | 09/2015 – 05/2018       | Euro 6                     |
| Hubraum: 1461 cm³, Leistung: 80 kW (109 PS) bei 4000/min, Drehmoment: 260 Nm bei 1750–2500/min     |          |                         |                            |
| CLA 180 CDI                                                                                        | C 117    | 11/2013 – 05/2018       | Euro 5, ab 09/2014: Euro 6 |
| GLA 180 CDI                                                                                        | X 156    | 09/2014 – 12/2016       | Euro 6                     |
| GLA 180 d                                                                                          | X 156    | 01/2017 – 05/2018       | Euro 6                     |
| A 180 CDI BlueEFFICIENCY                                                                           | W 176    | 07/2012 – 05/2013       | Euro 5                     |
| A 180 CDI BlueEFFICIENCY Edition                                                                   | W 176    | 03/2013 – 09/2015       | Euro 5                     |
| A 180 CDI                                                                                          | W 176    | 05/2013 – 09/2015       | Euro 5                     |
| A 180 d                                                                                            | W 176    | 09/2015 – 05/2018       | Euro 6                     |
| A 180 d BlueEFFICIENCY Edition                                                                     | W 176    | 09/2015 – 05/2018       | Euro 6                     |
| B 180 CDI BlueEFFICIENCY B 180 CDI                                                                 | W 246    | 2012 – 2013 2013 – 2018 | Euro 5                     |
| B 180 CDI BlueEFFICIENCY Edition                                                                   | W 246    | 2013 – 2018             | Euro 5                     |
| Hubraum: 1461 cm³, Leistung: 81 kW (110 PS) bei 4000/min, Drehmoment: 240 Nm bei 1750–2750/min     |          |                         |                            |
| Citan 111 CDI                                                                                      | W 415    | 06/2013 – 11/2019       | Euro 5, ab 2015: Euro 6    |

 * Die Motorbezeichnung ist wie folgt verschlüsselt:
OM = Ölmotor (Diesel), Baureihe = 3-stellig, DE = Direkteinspritzung, Hubraum = Deziliter (gerundet), L = Ladeluftkühlung, A = Abgasturbolader, red. = leistungsreduziert

## Überschreitung der Schadstoffgrenzwerte
Der Motor wurde im Zuge des Straßentests der Deutschen Umwelthilfe mit durchschnittlich 1039 Milligramm Stickoxide (NOx) pro Kilometer zu einem der aktuell dreckigsten Dieselmotoren gekürt. Er überschreitet den Stickoxidgrenzwert um das 13fache. Einen höheren Schadstoffausstoß in Europa erreichte nur der Fiat 500X und der Renault Captur mit 17- bzw. 16-facher Überschreitung.
In der EU-Datenbank RAPEX gibt es im Bericht für Kalenderwoche 28/2019 (8. bis 14. Juli 2019) einen Eintrag unter A12/1020/19 für Mercedes Citan 108 CDI, 109 CDI, 111 CDI der Baujahre 2015–2017: „Eine Emissionskontrollkomponente, die unter bestimmten Bedingungen verwendet wird, könnte sich schneller verschlechtern als erwartet und könnte zu mehr Stickstoffoxiden (NOx) führen, die die vorgeschriebenen Grenzwerte überschreiten.“